# 沃斯克雷森斯凱 (基輔州)
50°3′51″N 31°33′6″E / 50.06417°N 31.55167°E
沃斯克雷森斯凱（烏克蘭語：Воскресенське）是位於烏克蘭北部的村莊，由基辅州鮑里斯皮爾區的塔尚市鎮負責管轄。該村面積0.48平方公里，海拔高度98米，2001年人口203，人口密度每平方公里422.9人。